# هتل بزرگ بوداپست
هتل بوداپست بزرگ (انگلیسی: The Grand Budapest Hotel) فیلمی آمریکایی در ژانر کمدی-درام به نویسندگی و کارگردانی وس اندرسن است که در ۲۰۱۴ به نمایش درآمد. ریف فاینز نقش اصلی گروه بازیگران ۱۷نفرهٔ این فیلم را بر عهده دارد و در آن نقش آقای گوستاو اچ. راهنمای میهمان یک استراحتگاه کوهستانی قرن بیستمی در کشور خیالی زوبروکا در اروپای شرقی را ایفا می‌کند. هنگامی که گوستاو به قتل یک زن بیوهٔ ثروتمند (تیلدا سوینتن) متهم می‌شود، او و شاگردش زیرو (تونی ریوولوری) که اخیراً با آن دوست شده، در میان پیش‌روی یک رژیم فاشیستی متجاوز، به جستجوی ثروت و یک نقاشی گران‌قیمت رنسانسی می‌پردازند.
اندرسن و دوست دیرینه‌اش هوگو گینس، هتل بوداپست بزرگ را به‌عنوان داستانی تکه‌تکه و بر اساس شخصیتی الهام‌گرفته از یک دوست مشترک خلق کردند. آن‌ها ابتدا در ایده‌پردازی خود مشکل داشتند، اما تجربه تور اروپا و تحقیق در مورد ادبیات رمان‌نویس اتریشی، اشتفان تسوایگ، دیدگاه‌شان را برای توسعهٔ فیلم شکل داد. این فیلم از لحاظ عینی از فیلم‌های هالیوودی که در اواسط قرن و اروپا جریان دارد و همچنین از کتابخانه کنگره الهام گرفته است. مراحل تصویربرداری اصلی پروژه از ژانویه تا مارس ۲۰۱۳ در شرق آلمان به طول انجامید. آهنگساز فرانسوی الکساندر دسپلا موسیقی سمفونیک فیلم که از موسیقی فولک روسی الهام گرفته را ساخت. این فیلم به بررسی مضامین فاشیسم، نوستالژی، دوستی و وفاداری می‌پردازد و مطالعات دربارهٔ آن بیشتر بر عملکرد رنگ به‌عنوان ابزاری مهم در داستان‌گویی تأکید می‌کند.
هتل بوداپست بزرگ در شصت و چهارمین جشنواره بین‌المللی فیلم برلین در ۶ فوریهٔ ۲۰۱۴ به نمایش درآمد. سینماهای فرانسه در ۲۶ فوریه قبل از اکران جهانی فیلم را اکران کرد و پس از آن در آلمان، آمریکای شمالی و بریتانیا در ۶ تا ۷ مارس اکران شد. این فیلم در زمینهٔ مهارت هنری، بازیگری و کمدی مورد تحسین منتقدان قرار گرفت. انتقادها گهگاه بر رویکرد فیلم به موضوع، داستان‌گویی پراکنده و شخصیت‌پردازی بود. این فیلم با بودجهٔ ۲۵ میلیون دلاری ساخته شد و در نهایت ۱۷۲ میلیون دلار در جهان فروش داشت. این فیلم در هشتاد و هفتمین دوره جوایز اسکار نامزد دریافت نه جایزه شد و در نهایت برندهٔ چهار جایزه شد. همچنین چندین جایزه و نامزدی دیگر عمدتاً برای نویسندگی و دستاوردهای فنی کسب کرد.

## خلاصهٔ داستان
در سال ۱۹۳۰ که دولتی فاشیست در حال قدرت‌گرفتن است و شعلهٔ جنگ در حال روشن‌شدن، هتل بزرگ بوداپست به‌واسطهٔ تلاش فراوانِ مهماندار و شاگردش، به یکی از برترین تفریحگاه‌های اروپا تبدیل شده‌است. یکی از مشتریان همیشگی هتل می‌میرد و یک نقاشی ارزشمند به مهماندار می‌رسد. با این اتفاق، همه چیز تغییر می‌کند.

## بازیگران
- رالف فاینز
- تونی ریوولوری
- اف. موری آبراهام
- آدرین برودی
- ویلم دفو
- سرشه رونان
- تیلدا سوینتن
- ادوارد نورتون
- ماتیو آمالریک
- جف گلدبلوم
- هاروی کایتل
- تام ویلکینسون
- جود لا
- بیل مری
- جیسون شوارتزمن
- لئا سیدو
- اوون ویلسون

## جوایز
| جشنواره         | تاریخ جشنواره                   | دسته                                                   | برنده‌ها و نامزدها                                     | نتیجه    | منبع. |
| --------------- | ------------------------------- | ------------------------------------------------------ | ----------------------------------------------------- | -------- | ----- |
| جایزه اسکار     | هشتاد و هفتمین دوره جوایز اسکار | جایزه اسکار بهترین فیلم                                | وس اندرسن، اسکات رودین، استیون ام. رالس و جرمی داوسون | نامزدشده | [ ۴ ] |
| جایزه اسکار     | هشتاد و هفتمین دوره جوایز اسکار | جایزه اسکار بهترین کارگردانی                           | وس اندرسن                                             | نامزدشده | [ ۴ ] |
| جایزه اسکار     | هشتاد و هفتمین دوره جوایز اسکار | جایزه اسکار بهترین فیلم‌نامه غیراقتباسی                 | وس اندرسن، هوگو جونس                                  | نامزدشده | [ ۴ ] |
| جایزه اسکار     | هشتاد و هفتمین دوره جوایز اسکار | جایزه اسکار بهترین موسیقی فیلم                         | الکساندر دسپلا                                        | برنده    | [ ۴ ] |
| جایزه اسکار     | هشتاد و هفتمین دوره جوایز اسکار | جایزه اسکار بهترین فیلم‌برداری                          | رابرت یئومان                                          | نامزدشده | [ ۴ ] |
| جایزه اسکار     | هشتاد و هفتمین دوره جوایز اسکار | جایزه اسکار بهترین تدوین                               | بارنی پیلینگ                                          | نامزدشده | [ ۴ ] |
| جایزه اسکار     | هشتاد و هفتمین دوره جوایز اسکار | جایزه اسکار بهترین طراحی صحنه                          | آدام استکهوزن و آنا پینوک                             | برنده    | [ ۴ ] |
| جایزه اسکار     | هشتاد و هفتمین دوره جوایز اسکار | جایزه اسکار بهترین طراحی لباس                          | میلنا کانونرو                                         | برنده    | [ ۴ ] |
| جایزه اسکار     | هشتاد و هفتمین دوره جوایز اسکار | جایزه اسکار بهترین چهره‌پردازی و آرایش مو               | فرانسیس هانن و مارک کولیر                             | برنده    | [ ۴ ] |
| جایزه گلدن گلوب | هفتاد و دومین مراسم گلدن گلوب   | جایزه گلدن گلوب بهترین فیلم موزیکال یا کمدی            | هتل بزرگ بوداپست                                      | برنده    | [ ۵ ] |
| جایزه گلدن گلوب | هفتاد و دومین مراسم گلدن گلوب   | جایزه گلدن گلوب بهترین کارگردانی                       | وس اندرسن                                             | نامزدشده | [ ۵ ] |
| جایزه گلدن گلوب | هفتاد و دومین مراسم گلدن گلوب   | جایزه گلدن گلوب بهترین بازیگر مرد فیلم موزیکال یا کمدی | رالف فاینس                                            | نامزدشده | [ ۵ ] |
| جایزه گلدن گلوب | هفتاد و دومین مراسم گلدن گلوب   | جایزه گلدن گلوب بهترین فیلم‌نامه                        | وس اندرسن                                             | نامزدشده | [ ۵ ] |